# Der Drache (Giambattista Basile)
Der Drache (neapolitanisches Original: Lo dragone) ist ein Märchen. Es steht in Giambattista Basiles Sammlung Pentameron als fünfte Erzählung des vierten Tages (IV,5).

## Inhalt
Ein grausamer König, dem eine Zauberin sein Reich nahm, raubt aus Rache jeder Frau Ehre und Leben. Als er Porziella töten will, wirft ihm eine Fee in Vogelgestalt, die Porziella zuvor vor einem Satyr rettete, eine Wurzel an den Arm, dass er den Dolch fallen lässt und sie lieber einmauern lässt. Die Fee lässt Porziella mit einem Messer ein Loch in den Boden machen, durch das sie sie mit Nahrung aus der Küche versorgt. Dorthin wird dann auch ihr Sohn Miuccio an Stricken herabgelassen und erregt als Page des Königs Gunst. Die neidische Königin redet dem König ein, Miuccio müsse ihm drei Schlösser in die Luft bauen, die Zauberin blenden und so sein Reich wiedergeben, schließlich noch den Drachen töten. Miuccio verzweifelt, doch die Fee hilft ihm. Greifen heben die Kartonschlösser empor, eine Schwalbe hackt der Zauberin die Augen aus, und den Drachen betäubt ein Kraut, das Miuccio in dessen Höhle wirft. Wie er ihn tötet, fühlt auch die Königin ihr Leben enden, das an ihren Zwilling, den Drachen gebunden war. Sie will mit dem Drachenblut bestrichen werden, das sie wiederbeleben kann, doch da hört der König von der Fee die Wahrheit. Porziella wird befreit, und Miuccio heiratet die Fee, die ein schönes Mädchen ist.

## Bemerkungen
Ein Satyr ist ein Dämon. Der böse König ähnelt etwas der Rahmenhandlung von Tausendundeine Nacht (Der betrogene Ifrit). Rudolf Schenda nennt dazu Matteo Bandellos oft nachgeahmte Novellen, zur Blendung durch Vogelkot das Buch Tobit. Verbreitete Motive sind auch der Vogel als Ratgeber (Mot. F 234.I.15, B 122.I) und Feind des Drachen, das Einmauern (Mot. Q 455) und Drachenblut als Heilmittel (Mot. D 1500. 1.7.3.3). Das Märchen wurde auf Deutsch von Clemens Brentano in Italienische Märchen (Fanferlieschen, Urfassung) bearbeitet und von Wolff nach Keightleys englischer Ausgabe übersetzt (Mythologie der Feen und Elfen, II, 1828, S. 281–299). Basile parodiert hier wieder das perverse Hofleben. Die vielen Gewaltphantasien findet Schenda hier unglücklich, die Gegnerschaft zur Zauberin widersprüchlich. Vgl. bei Grimm Die Nelke, Jungfrau Maleen, Die beiden Wanderer.